# Tus besos (canción de Juan Luis Guerra)
"Tus Besos" es una canción del cantautor dominicano Juan Luis Guerra, lanzada por Capitol Latin el 25 de agosto de 2014. Es el sencillo principal de su duodécimo álbum de estudio Todo Tiene Su Hora (2014). El video musical fue nominado a Video del Año en los Premios Lo Nuestro de 2015.

## Listado de pistas
- Descarga digital

1. "Tus Besos" - 3:17

## Listas
| Listas (2014)                         | Máxima Posición |
| ------------------------------------- | --------------- |
| Colombia (National-Report)            | 11              |
| República Dominicana (Monitor Latino) | 2               |
| España (PROMUSICAE)                   | 44              |
| Hot Latin Songs (Billboard)           | 8               |
| Latin Airplay (Billboard)             | 1               |
| Tropical Airplay (Billboard)          | 1               |
| Venezuela (National-Report)           | 50              |